# Fredonia (Iowa)
Fredonia és una població dels Estats Units a l'estat d'Iowa. Segons el cens del 2000 tenia 251 habitants.

## Demografia
Segons el cens del 2000, Fredonia tenia 251 habitants, 87 habitatges, i 64 famílies. La densitat de població era de 646,1 habitants/km².
Dels 87 habitatges en un 35,6% hi vivien nens de menys de 18 anys, en un 58,6% hi vivien parelles casades, en un 9,2% dones solteres, i en un 25,3% no eren unitats familiars. En el 24,1% dels habitatges hi vivien persones soles el 9,2% de les quals corresponia a persones de 65 anys o més que vivien soles. El nombre mitjà de persones vivint en cada habitatge era de 2,89 i el nombre mitjà de persones que vivien en cada família era de 3,4.
Per edats la població es repartia de la següent manera: un 32,3% tenia menys de 18 anys, un 6,8% entre 18 i 24, un 28,3% entre 25 i 44, un 21,9% de 45 a 60 i un 10,8% 65 anys o més.
L'edat mediana era de 32 anys. Per cada 100 dones de 18 o més anys hi havia 93,2 homes.
La renda mediana per habitatge era de 30.250 $ i la renda mediana per família de 28.750 $. Els homes tenien una renda mediana de 25.625 $ mentre que les dones 18.125 $. La renda per capita de la població era de 15.380 $. Entorn del 7,6% de les famílies i el 6,8% de la població estaven per davall del llindar de pobresa.

## Poblacions més properes
El següent diagrama mostra les poblacions més properes.